# Allium favosum
Allium favosum — вид рослин з родини амарилісових (Amaryllidaceae); ендемік Греції.

## Поширення
Ендемік північної Греції.